# Ginger's Tale
Pour plus de détails, voir Fiche technique et Distribution.
Ginger's Tale (Огонёк-Огниво, Ogoniok-ognivo) est un film d'animation russe réalisé par Konstantin Shchekin et sorti en 2020.

## Fiche technique
- Titre original : Огонёк-Огниво (Ogoniok-ognivo)
- Réalisation : Konstantin Shchekin
- Scénario : Tatyana Ilyina, Konstantin Shchekin et Ekaterina Mikhailova
- Animation : Ekaterina Mikhailova et Lyudmila Ignatieva
- Montage : Sergey Minakin
- Musique : Arthur Baido
- Décors : Daniela Reshta et Anna Popova
- Producteur : Yuri Ryazanov, Pavel Razumov et Konstantin Shchekin
- Production : Vverh Film Company
- Distribution :
- Pays d'origine :  Russie
- Format : couleur
- Genre : animation
- Langue originale : russe
- Durée : 88 minutes
- Date de sortie :
  - France : 15 juin 2020 (Festival international du film d'animation d'Annecy, en ligne)
  - Chine : 25 juillet 2020 (Festival international du film de Shanghai)

## Distribution

### Voix originales
- Alexander Oleshko
- Edgard Zapashny
- Yuri Askarov
- Sergey Burunov
- Nikita Prozorovsky
- Natalya Tereshkova
- Irina Yakovleva
- Alexei Elistratov
- Oleg Yesenin
- Petr Kovrizhnyh

## Accueil
Le film a été sélectionné au Festival international du film d'animation d'Annecy 2020 dans la catégorie Longs métrages en compétition (sélection officielle). En raison de la pandémie de Covid-19, cette édition s'est faite « en ligne », mais sans diffusion publique de certains longs métrages. Ce film faisait partie de ceux disponibles en intégralité pour le public.

## Distinctions
- Festival international du film d'animation d'Annecy 2020 : sélection officielle